# جاك بروكس
جاك بروكس (بالإنجليزية: Jack Brooks)‏ (14 مارس 1904 في المملكة المتحدة - 30 مارس 1973) هو لاعب كرة قدم بريطاني (وحمل سابقاً جنسية المملكة المتحدة لبريطانيا العظمى وأيرلندا) في مركز الدفاع. لعب مع نادي فولهام ونادي يورك سيتي ونادي نيلسون وباك أب بورو ‏ ودارلينجتون إف سى.